# Americká univerzita v Bejrútu
Americká univerzita v Bejrútu (arabsky الجامعة الأمريكية في بيروت) je soukromá, sekulární a nezávislá univerzita v Bejrútu. Je to jedna z nejprestižnějších univerzit na Středním východě, která si v žebříčku QS World University Rankings v roce 2018 zajistila nejlepší místo v arabském regionu. Byla založena roku 1866.

## Významní profesoři a absolventi
- Zaha Hadid